# Fourer
En fourer (fra fransk: fourrier) er en person, der skaffer og uddeler foder. 
I hæren var foureren en befalingsmand, som tog sig af regnskab, proviant og indkvartering.
Hoffoureren er en hoffunktionær, som står for den kongelige husholdning både til hverdag, og når regentparret er på rejser eller har gæster.